# Jewa Serdjuk
Jewa Oleksandriwna Serdjuk (ukrainisch Єва Олександрівна Сердюк, wiss. Transliteration Jeva Oleksandrivna Serdjuk; * 4. Januar 2004 in Tschornomorsk) ist eine ukrainische Beachvolleyballspielerin.

## Karriere

### Karriere Jugend und Junioren
Die in der Oblast Odessa aufgewachsene Sportlerin war zum ersten Mal 2020 bei einer kontinentalen Meisterschaft am Start. Mit Sofiia Rylova erkämpfte sie Bronze bei den Titelkämpfen der unter Zwanzigjährigen in Brno und zwei Wochen später die Halbfinalteilnahme beim nächst älteren Jahrgang in Izmir. Eine Saison danach gelang mit Darja Romanjuk bei der U18-Europameisterschaft sogar der Einzug ins Finale und nach einem weiteren Jahr stand das Beachpaar bei den Wettkämpfen der weltbesten unter Neunzehnjährigen auf der obersten Stufe des Podests. Mit Anhelina Chmil als Fünfte bei der U22- sowie mit Kateryna Udowenko als Dreizehnte bei der U20-EM und als Neunte bei der Weltmeisterschaft der unter Einundzwanzigjährigen lief es für Serdjuk 2023 nicht ganz so gut. Mit Romanjuk stand sie eine Spielzeit später noch einmal in der Vorschlussrunde bei den europäischen Wettbewerben der unter Zweiundzwanzigjährigen.

### Karriere Erwachsene
Nach vereinzelten Teilnahmen an internationalen und nationalen Wettbewerben von 2017 bis 2023 startete Jewa Serdjuk gemeinsam mit Darja Rumanjuk ab der folgenden Saison regelmäßig bei Veranstaltungen der World Beach Pro Tour. Die beiden gewannen im September innerhalb von zwei Wochen die Futures in Warschau und in Balıkesir. Waren die Auftritte bei den hochwertigen Challengers Ende des Jahres und Anfang 2025 durch das Ausscheiden in der Qualifikation noch nicht vom Erfolg gekrönt, schufen die Ukrainerinnen durch die Podiumsplätze bei den Turnieren der unteren Stufe der internationalen Beachserie als Dritte in Valencia und als Gewinner in Sveti Vlas die Voraussetzungen für weitere Einladungen zu den besser besetzten Events. In Xiamen überstanden sie zum ersten Mal bei einem Challenge die Vorausscheidung und konnten im Pool A weder von der Olympiadritten von 2008 und Weltmeisterin von 2013 Xue Chen und deren Partnerin noch von der Silbermedaillengewinnerin von Tokio Taliqua Clancy an der Seite von Jana Milutinovic gestoppt werden. Nach dem Aus in der zweiten Hauptrunde stand der geteilte neunte Platz zu Buche. Noch besser lief es beim gleichartigen Turnier in Alanya. Nach dem Sieg in der Qualifikation und in Gruppe H mussten auch die  US-Amerikanerinnen Harward / Phillips die Überlegenheit des Duos aus Osteuropa im Achtelfinale anerkennen. Der Einzug in die Runde der besten Acht war der verdiente Lohn.